# Öt kismalac (Agatha Christie-színdarab)
Az Öt kismalac (Go Back for Murder) Agatha Christie 1960-ban bemutatott színdarabja, melyet az írónő az Öt kismalac (angolul: Five Little Pigs) című regényéből dolgozott át színpadra, mely során nem csak a címet változtatta meg, de a regényben szereplő Hercule Poirot karakterét is kihagyta a színműből.
A színdarabban Poirot funkcióját egy fiatal ügyvéd, Justin Fogg helyettesíti: ő a Caroline Crale gyilkossági eset ügyvédjének a fia.
A színdarabot a West Enden Peter Saunders produkciójában mutatták be a Duchess Theatre-ben, 1960 március 23-án.
Színpadon Magyarországon még nem került bemutatásra.

## Szereplők
- Justin Fogg
- Turnball
- Carla
- Jeff Rogers
- Philip Blake
- Meredith Blake
- Lady Melksham
- Miss Williams
- Angela Warren
- Caroline Crale
- Amyas Crale

## Szinopszis
Caroline Crale, akit férje megmérgezéséért zártak börtönbe tizenöt évvel ezelőtt, levelet ír megingathatatlan ártatlanságáról lányának, Carlának. Carla, Justin Fogg segítségével, meggyőzi az apja halálának napján jelen lévőket, hogy térjenek vissza a bűntett helyszínére. Amikor a szemtanúk újra összegyűlnek, Fogg rájön a gyilkos igazi kilétére, Carla pedig a Fogg iránti érzelmeire.
1960-ban Christie színpadra alkalmazta a regényt, viszont kiírta belőle Poirot karakterét. A történet szerinti funkcióját a fiatal ügyvéd, Justin Fogg tölti be, annak az ügyvédnek a fia, aki Caroline Crale védelmét képviselte. A darab során kiderül, hogy a nő vőlegénye egy utálatos amerikai, aki ellenzi az ötletet, hogy újra foglalkozzanak az esettel. Végül Carla el is hagyja őt Foggért.